# 駐車場整備推進機構
財団法人駐車場整備推進機構（ちゅうしゃじょうせいびすいしんきこう、英名:Japan Parking Facilities Promotion Organization）は、国土交通省所管の財団法人。略称はJPO。

## 概要
約950億円の道路財源等を投入し全国14カ所に建設した官営駐車場を管理・運営している。また、駐車場の整備に関連した調査・研究のほか、駐車場に対して行う「日本ベストパーキング賞」制度の設置・運営、「駐車場サービス水準チェックリスト」の策定とそれに基づき認証を行う「グッドパーキング制度（優良駐車場認証制度）」の設置・公表、駐車場に関する図書の発行などを行っている。
駐車場に関しては、巨額の税金をつぎ込みながらも利用が低迷しているとされる。それにもかかわらず国土交通省OBら、常勤役員4人の年収は計約6,500万円に上る。国土交通省の改革本部によって、2009年度までに解散することが決定されている。

## 日本ベストパーキング賞
2004年（平成16年）に新たに設置された表彰制度で、駐車場や駐車に関する関心を高め、駐車場の質的向上と交通の円滑化につなげることを目的に設けられた。応募対象は「駐車場」「活動」「システム・関連」の部門がある。駐車場部門は、利便性が高いもの、安全性・セキュリティーに優れたもの、環境・省エネに配慮したもの、地域交通によい効果を発揮しているものを対象に選考が行われる。活動部門では、路上駐車を減少させたもの、渋滞を解消・交通を円滑化させたもの、駐車場の利用促進に優れたものなどを対象に選考される。システム・関連部門では、運営・管理に優れた利便性を提供するもの、利用者にとって快適で安全・利便性に優れた駐車場を提供するもの、他駐車場・隣接地域との連携を踏まえた総合的な仕組み造りに優れたものなどが対象となる。賞は、それぞれの部門より最優秀賞、優秀賞、特別賞、選考委員長賞の中から選ばれた。
- 2004年 第1回最優秀賞：ウエストパーク1000（群馬県高崎市）、西銀座駐車場（東京都中央区）[2]
- 2005年 第2回最優秀賞：リバーウォーク北九州パーキング（福岡県北九州市）
- 2007年 第3回最優秀賞：由比ガ浜地下駐車場（神奈川県鎌倉市）

## 発行図書
- 『集合住宅における駐車場増設の進め方』 2002年11月
- 『駐車場法解説』 2005年6月
- 『あたらしい都市交通・駐車施策をめざして －駐車場は「人と車のリビングルーム」へ－』 2005年11月
- 『駐車場ガイドブック　法令編・本編』 2007年11月